# Glipa fanjingana
Glipa fanjingana is een keversoort uit de familie spartelkevers (Mordellidae). De wetenschappelijke naam van de soort is voor het eerst geldig gepubliceerd in 1988 door Yang & Fan.